# Peter Hagdahl
Peter Hagdahl, född 1956, är en svensk målare, installationskonstnär och tidigare professor i fri konst.
Peter Hagdahl utbildade sig vid Konsthögskolan Valand i Göteborg 1983–88 och P.S.1 Contemporary Art Center i New York 1991–93. År 1996 grundade han Creative Room For Art and Computing. Han har varit verksam som professor i fri konst vid Konstfack 1997–99och vid Kungliga Konsthögskolan 1999–2009, samt som kurator vid Statens Konstråd.
Peter Hagdahl har haft separatutställningar vid bland andra Galleri Andrehn-Schiptjenko, Uppsala konstmuseum, Olle Olsson-huset och Moderna Museet i Stockholm. Han är representerad på Moderna museet i Stockholm och Kalmar konstmuseum.